# 二人の果て
『二人の果て』（ふたりのはて）は、1994年11月18日にリリースされた坂本龍一14作目のソロ・シングル。レーベル・メイトの今井美樹をフィーチャー。海外発売盤の英詞ヴァージョン・タイトルは『Sentimental』。

## 収録曲
1. 二人の果て
  - 作詞：大貫妙子／作曲：坂本龍一

今井美樹が出演した明治製菓（現:株式会社 明治）「MeltyKiss」CM曲として使用された。映画「男と女」の雰囲気をイメージした男女のデュエット曲。ヴォーカルは坂本と、同時期に坂本がアルバム・プロデュースや楽曲提供を行なった今井。60年代フランス映画のサントラ盤のムードがある。
坂本は、本楽曲で今井の新しい魅力を出せたと自負している。同テイクが坂本のアルバム『スウィート・リヴェンジ』に収録。
坂本本人がハイネックセーターで口を隠しているジャケットは、大貫妙子のアルバム「MIGNONNE」のオマージュである。
2. Moving on (U.S. Single Mix)
  - 作詞：J-Me／作曲：坂本龍一

PARCO X'masのCM曲として使用。
3. 二人の果て (Instrumental)
  - 作曲：坂本龍一